# Гленелг (Марс)

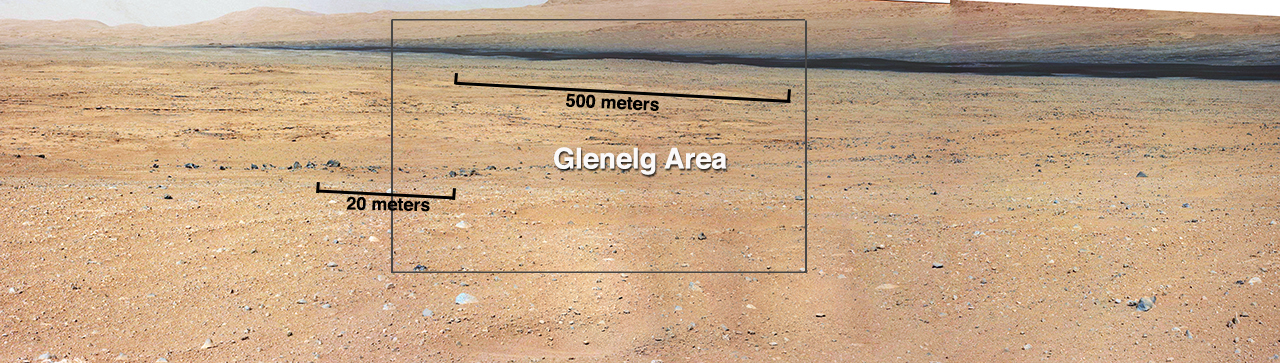
Фотография местности с марсохода Curiosity, с расстояния 200 метров (19 Сентября 2012 года)

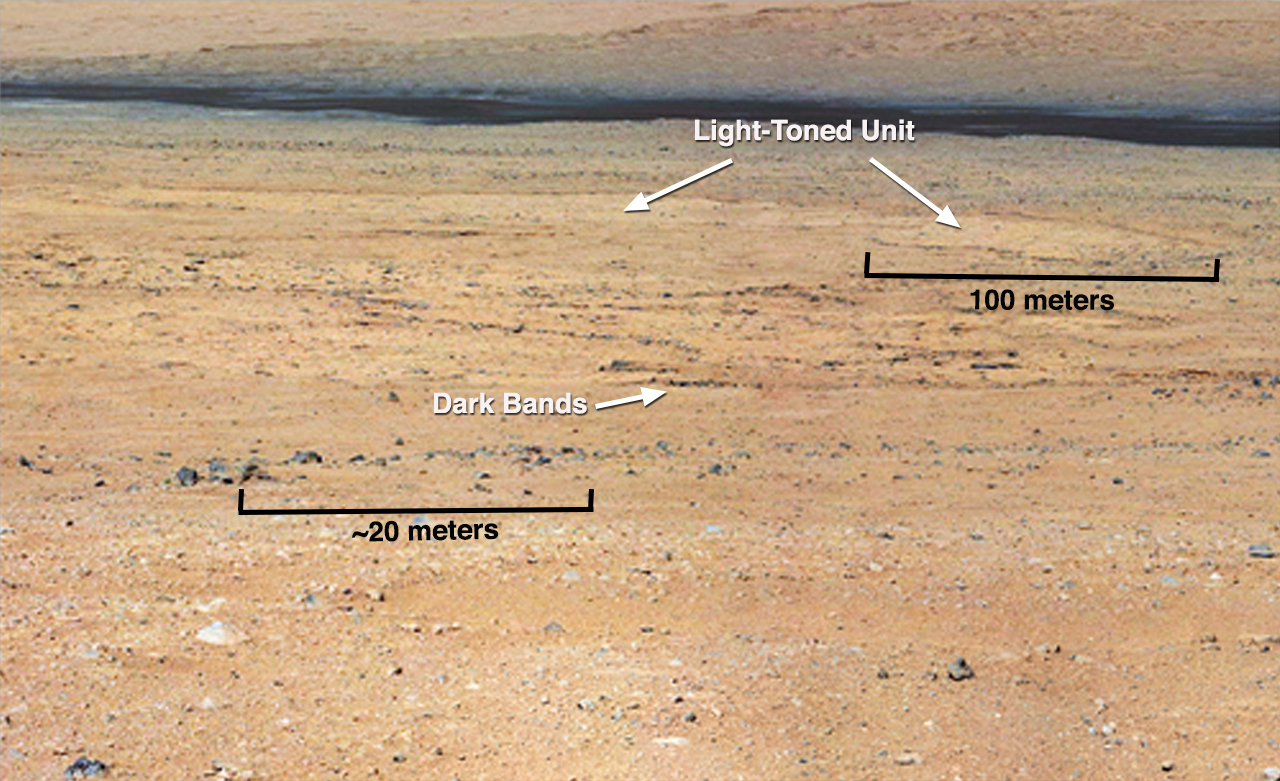
Три типа местности.

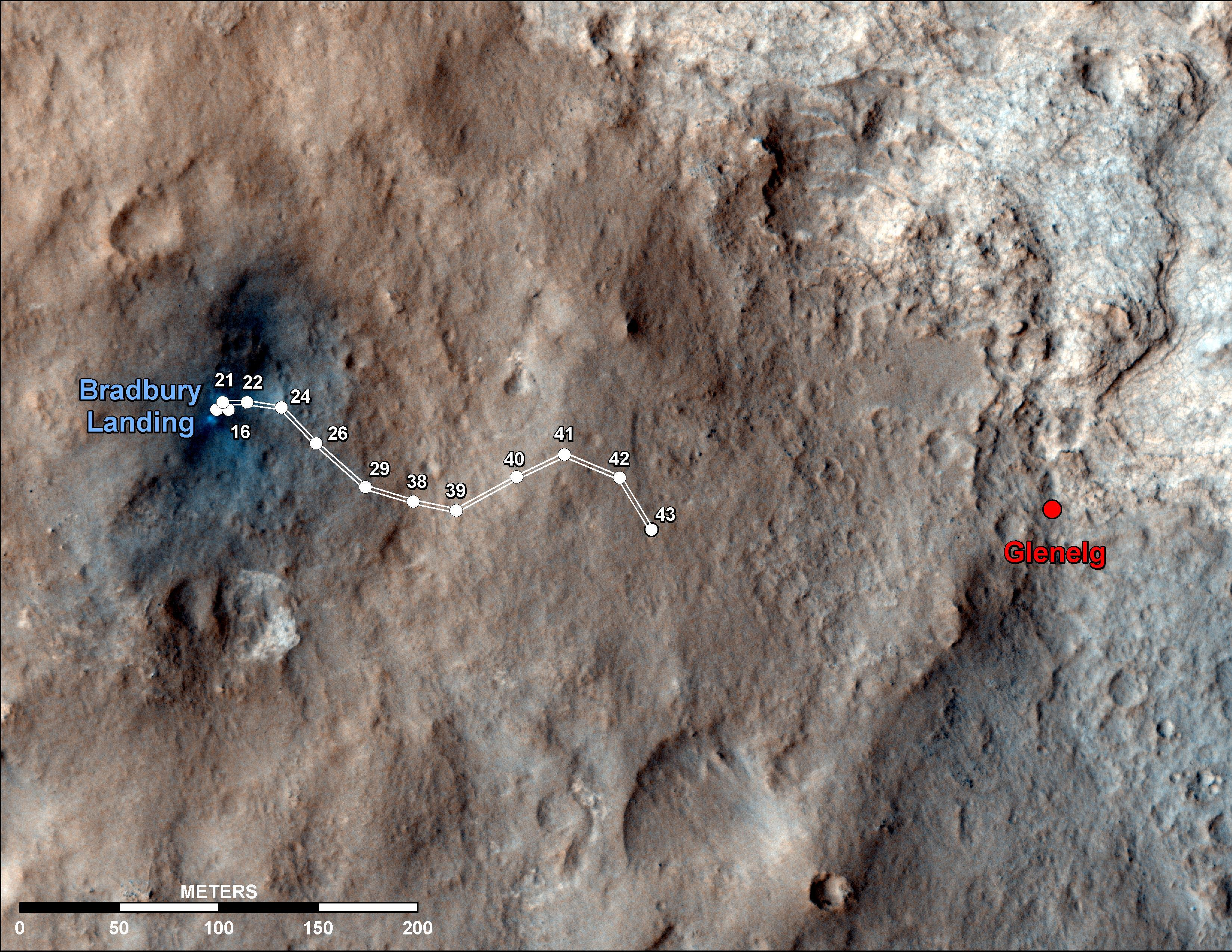
Маршрут Curiosity от места посадки к Glenelg (Фотография HiRISE, 19 сентября 2012).

Гленелг (Glenelg Intrigue) — местность на Марсе, недалеко от места посадки Mars Science Laboratory (ровера Curiosity) в кратере Гейла.
В точке Гленелг сходятся три типа местности. Один из участков содержит морскую гальку. Второй участок местности располагается немного севернее точки посадки марсохода. Со спутника он выглядит более светлым. Также со спутника видна его структура — поверхность покрыта сетью мощных трещин до нескольких метров длиной. Так выглядит грязь после высыхания. Этот тип грунта ещё сильно отличается по параметру тепловой инерцией пород, который был выявлен при исследовании со спутника. То есть параметры нагревания на солнечном свете и остывания этой породы сильно отличаются от окружающих. Красный цвет показывает, что этот грунт держит тепло намного дольше. Одной из причин такого свойства является то, что частицы породы плотно сцементированы. Это согласуется с тем, что порода выглядит как высохшая грязь на луже. А спутниковые снимки подтверждают, что и этот грунт принесён с гор. Третий участок местности отличается от двух предыдущих тем, что на его поверхности заметно намного больше мелких метеоритных кратеров, чем на соседних. Это показывает, что он древнее.
Получил название в честь канадского местечка неподалёку от города Yellowknife.